# Borden Peninsula
Borden Peninsula är en halvö i Kanada.   Den ligger i territoriet Nunavut, i den nordöstra delen av landet, 3 100 km norr om huvudstaden Ottawa.
Trakten runt Borden Peninsula är permanent täckt av is och snö. Trakten runt Borden Peninsula är nära nog obefolkad, med mindre än två invånare per kvadratkilometer.